# ベネトン・B201
ベネトン・B201 (Benetton B201) はベネトン・フォーミュラが2001年のF1世界選手権に投入したフォーミュラカー。マイク・ガスコイン（テクニカルディレクター）、ティム・デンシャム（チーフデザイナー）、ベン・アガサンジェロウ（チーフエアロダイナミシスト）によって設計された。

## 2001年シーズン
前年のシーズン序盤にルノーへのチーム売却が発表されており、ベネトンとしては最後のF1シーズンとなった。また、2001年シーズンは翌年のルノー完全復帰に向けた準備期間といった意味合いもあり、B201には新設計のワークスエンジンを搭載してシーズンを戦うこととなった。
ドライバーはチーム在籍4年目となるジャンカルロ・フィジケラと、デビュー2年目・21歳のジェンソン・バトンの組み合わせ。
ルノーが新たに投入した111°の広角バンクエンジンは非常に斬新なものであったが、結局、このエンジンの深刻なパワー不足と振動・熱対策の遅れによる信頼性不足がネックとなり、当初の期待とは程遠いシーズンとなってしまった。特に予選でのスピード不足は深刻で、ワークスエンジン勢はおろかカスタマーエンジンを搭載した下位チームに負けるほどで、時には最下位に近いタイムを計測するほどの惨状に甘んじた。
シーズン後半にかけてマシンのパフォーマンスには大きな改善がみられたが、それでも表彰台はベルギーGPでフィジケラが獲得した3位の1度限り。前年、ウィリアムズで大活躍したバトンも5位入賞1回にとどまり、ベネトンはF1最後のシーズンをチーム創設史上最低となるコンストラクターズ・ランキング7位で終えることになった。
シーズン終了後、チームはルノーに売却されて名実ともにルノーF1チームとなり、1985年にトールマンを買収して誕生したベネトンチームはその16年の歴史に幕を降ろすこととなった。

## スペック

### シャーシ
- シャシー名 B201
- 材質 カーボンファイバー・アルミハニカムコンポジット
- タイヤ ミシュラン
- ギアボックス 6速セミオートマチック

### エンジン
- エンジン名 ルノー・RS21
- 気筒数・バンク角 V型10気筒・101°
- 燃料・潤滑油 エルフ

## 結果
| 年   | No. | ドライバー | 1   | 2   | 3   | 4   | 5   | 6   | 7   | 8   | 9   | 10  | 11  | 12  | 13  | 14  | 15  | 16  | 17  | ポイント | ランキング |
| 年   | No. | ドライバー | AUS | MAL | BRA | SMR | ESP | AUT | MON | CAN | EUR | FRA | GBR | GER | HUN | BEL | ITA | USA | JPN | ポイント | ランキング |
| ---- | --- | ---------- | --- | --- | --- | --- | --- | --- | --- | --- | --- | --- | --- | --- | --- | --- | --- | --- | --- | -------- | ---------- |
| 2001 | 7   | フィジケラ | 13  | Ret | 6   | Ret | 14  | Ret | Ret | Ret | 11  | 11  | 13  | 4   | Ret | 3   | 10  | 8   | 17  | 10       | 7位        |
| 2001 | 8   | バトン     | Ret | 11  | 10  | 12  | 15  | Ret | 7   | Ret | 13  | 16  | 15  | 5   | Ret | Ret | Ret | 9   | 7   | 10       | 7位        |

- ドライバーズランキング
  - ジャンカルロ・フィジケラ 9位
  - ジェンソン・バトン 17位